# هيسانوري شيراساوا
هيسانوري شيراساوا (白澤 久則) (ولد 13 ديسمبر 1964) هو لاعب كرة قدم ياباني سابق، شارك في كأس آسيا 1988.

## روابط خارجية
- هيسانوري شيراساوا على موقع عالم كرة القدم.نت (الإنجليزية)

1. ↑  "معلومات عن هيسانوري شيراساوا على موقع worldfootball.net". worldfootball.net. مؤرشف من الأصل في 2019-03-24.

- Profile in weltfussball